# Hypolepis crassa
Hypolepis crassa là một loài thực vật có mạch trong họ Dennstaedtiaceae. Loài này được Maxon miêu tả khoa học đầu tiên năm 1947.